# Great Wall Florid
La Great Wall Florid est une citadine chinoise qui copie clairement la première génération de Toyota Ist à laquelle aurait été greffée une calandre de Yaris deuxième génération. La Florid est sortie en novembre 2008. Elle est motorisée par une 4 cylindres de 92 ou 105 ch.
La Florid dispose d'une version d'apparence tout-chemin, mais qui reste une traction, appelée "Cross".